# Anita and Me
Anita and Me ist der erste Roman der Schriftstellerin Meera Syal, der im Jahr 1996 bei Flamingo erschienen ist. Der Roman gewann im Jahr 1996 den Betty Trask Award und wurde 2002 verfilmt. Eine deutsche Übersetzung liegt bislang nicht vor.
In den Jahren 2004 und 2005 wurde der Roman zum Thema der Aufgaben der britischen Prüfung General Certificate of Secondary Education (GCSE).

## Inhalt
Meena Kumar, die in England geborene Tochter indischer Immigranten, berichtet in dem Roman rückblickend über ihre Kindheit in Tollington, einem (fiktiven) ehemaligen Bergarbeiterdorf in der Nähe von Wolverhampton in den westenglischen Midlands, und ihre Freundschaft zu der einige Jahre älteren Anita.
Die Handlung, die vom Jahr 1972 an eine Zeitspanne von etwa zwei Jahren umfasst, setzt an dem Tag ein, als die von Meena schon lange bewunderte Anita Meena zum ersten Mal anspricht, und endet an dem Tag, an dem Meenas Familie aus Tollington fortzieht und damit jeder Kontakt zu Anita abbricht. Die Entwicklung der Freundschaft zwischen Meena und Anita bildet damit einen roten Faden, der die Romanhandlung durchzieht und wichtige Etappen markiert.
Die eigentlichen Hauptthemen des Romans sind jedoch, neben der Beziehung zwischen den Mädchen, einerseits der Lernprozess, den Meena durchmacht, und andererseits das Leben indischer Immigranten im England der 1970er Jahre. Meena, ein sehr lebhaftes und phantasievollen Mädchen (das es auch mit der Wahrheit nicht so genau nimmt), lernt im Laufe der Zeit viel über vermeintliche und echte Freundschaften, über das Erwachsenwerden und über ihre eigene Identität.
Nebenbei erhält der Leser Einblick in die Lebenswelt einer indischen Familie. Meena, die als Grenzgängerin zwischen den Kulturen sowohl die Rituale ihrer eigenen Familie als auch die der weißen Nachbarn kennt, hat ein waches Auge für die Unterschiede und die Missverständnisse, die durch sie hervorgerufen werden. Zum Teil sind die Missverständnisse harmlos und bieten Anlass für Komik, zum Teil haben Meenas Beobachtungen aber auch stark politischen Gehalt – so wenn sich unter ihren Augen ein Teil der Dorfjugend in Skinheads verwandelt und vor ihren Augen ein ausländerfreies Land fordern.